# 林兆鑫
林兆鑫教授（英語：Lam Shiu-kum，1943年—），香港大學李嘉誠醫學院前院長，曾任香港前特首董建華的家庭醫生。

## 學術成就
林兆鑫1967年畢業於港大醫學院，是腸胃科的國際權威，在有關消滅幽門螺旋菌對預防胃癌及胃潰瘍方面的研究頗有成就。

## 榮譽
英帝國官佐勳章（1997年）、獲頒Bockus獎章（2002年）、中國科學院院士香港初步候選人（2003年）、「明德教授席」的專家之一（2005年）
2024年12月6日，其英帝國官佐勳章被英王查理斯三世褫奪。

## 學歷
聖若瑟書院畢業（1962年），香港大學醫學院內外全科醫學士（1967年）、港大醫學博士（1975年）、英國愛丁堡皇家內科醫學院榮授院士（1980年）

## 被控欺詐盜竊
2008年5月23日，廉政公署落案起訴林兆鑫33項欺詐和盜竊罪，指他涉嫌於2003年至2006年出任港大醫學院院長期間，處理逾20名瑪麗醫院私家症病人的醫療費用時涉嫌欺詐，以及盜竊了3名捐款人的捐款，涉及款項逾400萬元，並加控一項「身為公職人員行為失當」罪名。案件在2008年6月於區域法院提訊，法官將案件押後至2008年9月9日再提訊，期間林兆鑫繼續獲准以30萬港幣保釋。
林兆鑫於2009年9月1日在區域法院承認1項身為公職人員行為失當，侵吞病人向港大捐贈的款項達380萬元，並騙取12名在瑪麗醫院接受其診治的私家症病人所繳付的醫療費用。他於2009年9月3日被判入獄25個月。林兆鑫於2011年7月14日被香港醫務委員會判處即時停牌9個月。
林兆鑫的女兒亦於2022年因濫發「免針紙」而被捕。

## 電視劇角色影射

### 香港電台/廉政公署
廉政行動2011: 單元五《私症》 -  恭維廉 (曾江飾)

## 外部參考
- Parry, Jane. . British Medical Journal. 2009年9月8日, 339 (b3668)  [2009-09-12]. doi:10.1136/bmj.b3668.